# Naupare
Naupare (izvirno srbsko Наупаре) je naselje v Srbiji, ki upravno spada pod Občino Kruševac; slednja pa je del Rasinskega upravnega okraja.

## Demografija
V naselju živi 439 polnoletnih prebivalcev, pri čemer je njihova povprečna starost 39,1 let (37,0 pri moških in 41,1 pri ženskah). Naselje ima 167 gospodinjstev, pri čemer je povprečno število članov na gospodinjstvo 3,44.
To naselje je, glede na rezultate popisa iz leta 2002, večinoma srbsko.
|  |

| Demografija | Demografija     | Demografija     |
| Leto        | Št. prebivalcev | Št. prebivalcev |
| ----------- | --------------- | --------------- |
|             |                 |                 |
|             |                 |                 |
|             |                 |                 |
|             |                 |                 |
| 1948        | 797             |                 |
| 1953        | 808             |                 |
| 1961        | 1138            |                 |
| 1971        | 1287            |                 |
| 1981        | 1278            |                 |
| 1991        | 1107            | 605             |
| 2002        | 1437            | 580             |
|             |                 |                 |

| Etnična sestava po popisu iz leta 2002 | Etnična sestava po popisu iz leta 2002 | Etnična sestava po popisu iz leta 2002 | Etnična sestava po popisu iz leta 2002 | Etnična sestava po popisu iz leta 2002 |
| -------------------------------------- | -------------------------------------- | -------------------------------------- | -------------------------------------- | -------------------------------------- |
| Srbi                                   | Srbi                                   |                                        | 488                                    | 84,13%                                 |
| Romuni                                 | Romuni                                 |                                        | 19                                     | 3,27%                                  |
| Vlahi                                  | Vlahi                                  |                                        | 16                                     | 2,75%                                  |
| Črnogorci                              | Črnogorci                              |                                        | 1                                      | 0,17%                                  |
| Makedonci                              | Makedonci                              |                                        | 1                                      | 0,17%                                  |
| Neznano                                | Neznano                                |                                        | 55                                     | 9,48%                                  |